# Еду Коимбра
Еду Коимбра (Рио де Жанеиро, 5. фебруар 1947) бивши је бразилски фудбалер.

## Каријера
Током каријере играо је за Васко да Гама, Баија, Фламенго и многе друге клубове.

## Репрезентација
За репрезентацију Бразила дебитовао је 1967. године. За национални тим одиграо је 2 утакмице.

## Статистика
| Бразил | Бразил | Бразил |
| Год.   | Ута.   | Гол.   |
| ------ | ------ | ------ |
| 1967   | 2      | 0      |
| Укупно | 2      | 0      |